# Aage Rou Jensen
Aage Rou Jensen (ur. 24 września 1924 w Aarhus, zm. 8 czerwca 2009) – duński piłkarz występujący podczas kariery na pozycji napastnika. Olimpijczyk z Helsinek.
W kadrze narodowej rozegrał 30 spotkań strzelając 11 bramek. Natomiast całą karierę klubową spędził w jednym klubie: Aarhus GF. Czterokrotnie z nim zdobywał mistrzostwo Danii oraz także czterokrotnie puchar Danii.